# Willy Brandes
Willy Brandes (* 25. Dezember 1876 in Bornstedt; † 26. April 1946 in Berlin) war ein deutscher Maler.

## Leben
Willy Brandes besuchte die Kunstschule in Berlin. An der Akademie war er in der Meisterklasse von Eugen Bracht. Bei Albert Hertel studierte er Landschaftsmalerei. Tiermalerei erlernte er von Paul Meyerheim.
Brandes stellte mehrfach in der Großen Berliner Kunstausstellung aus. 1914 gründete er mit anderen Malern die Gruppe „die Aehre“. Eine Ausstellung der Künstlergruppe „die Aehre“ mit Beteiligung von Willy Brandes fand 1924 im Berliner Salon Eduard Schulte, Unter den Linden statt.
In der Zeit des Nationalsozialismus war Brandes Mitglied des nationalsozialistischen Frontkämpferbundes bildender Künstler. Er war in dieser Zeit auf nachweislich mindestens zehn Ausstellungen vertreten, darunter 1939 und 1940 auf den Frühjahrsausstellungen des Frontkämpferbundes in Berlin.